# Daltons lag

Det totala trycket är summan av de partiella trycken.

Daltons lag formuleras som att det totala lufttrycket är summan av de individuella partialtrycken för varje gas. Partialtrycket för en gas, till exempel syrgas, är det tryck som gasen utövar i en viss specifik volym och temperatur om alla andra gaser avlägsnas. Partialtrycket för syre betecknas pO2.
En av dess betydelser är att beräkningar av gasblandningars tryck kan reduceras till beräkning av rena gasers tryck.
Lagen är uppkallad efter den brittiske fysikern och kemisten John Dalton (1766-1844).